# 高凌霄 (光緒進士)
高凌霄（1848年—1909年)，直隸省天津府天津縣人，清朝政治人物、進士出身。
光緒六年（1880年），参加庚辰科殿試，登進士二甲第64名。同年五月，改翰林院庶吉士。光緒十二年四月，散館，著以知县即用。
弟高凌霨，清末民初政壇要人。